# Torymus
Torymus Dalman, 1820, è un genere di insetti imenotteri calcidoidei della famiglia Torymidae che comprende specie parassitoidi associate soprattutto a fitofagi galligeni.

## Biologia
Le specie del genere Torymus sono generalmente ectoparassite associate a Ditteri Cecidomidi e a Imenotteri Cinipedi . La letteratura cita anche attività biologica su insetti appartenenti ad altre categorie sistematiche, quali Coleotteri (Bruchidae, Curculionidae, Rhynchitidae, Scolytidae), Ditteri (Tephritidae), Rincoti (Psyllidae), Imenotteri (specie fitofaghe galligene in Eurytomidae, Tentredinidae), Lepidotteri (Coleophoridae, Gelechiidae, Tortricidae, Lasiocampidae).
Molte specie del genere associate a Imenotteri Cinipedi hanno un comportamento singolare con un rapporto trofico intermedio fra il parassitoidismo, la fitofagia e il commensalismo :
- le larve di alcune specie, come ad esempio Torymus auratus, si sviluppano come ectoparassite a spese del cinipide, ma dopo averne provocato la morte passano ad un regime fitofago e completano il loro sviluppo nutrendosi a spese dei tessuti vegetali della galla;
- le larve di altre specie, ad esempio Torymus cyaneus si comportano come fitofagi commensali, ma in un secondo tempo passano ad un regime entomofago parassitizzando il cinipide.

L'iperparassitismo è un comportamento poco frequente in questo genere. La letteratura cita il caso di una specie britannica di Torymus, che si comporta come iperparassita ectofago associato ad un Imenottero Pteromalide parassitoide di alcuni tonchi (Bruchidae) dei semi di Sarothamnus scoparius (fam. Fabaceae) .

## Applicazioni in lotta biologica
Fra le specie del genere Torymus si cita in particolare Torymus sinensis, originario della Cina e impiegato con successo in Giappone fra la fine degli anni settanta e l'inizio degli anni ottanta contro il Cinipide galligeno del castagno (Dryocosmus kuriphilus, Hymenoptera Cynipidae). È in corso di sperimentazione l'introduzione anche in Italia a causa della pericolosa comparsa del fitofago nei castagneti della provincia di Cuneo e di Viterbo.